# Sztoikus filozófia
A sztoikus filozófia vagy sztoicizmus hellenisztikus filozófiai irányzat, amely a klasszikus görög-római ókorban virágzott. Különlegessége a kozmológiai megközelítés, amely a világ holisztikus megértésére irányul, amelyből egy univerzális alapelv fakad, amely minden természeti jelenségben és természeti összefüggésben érvényesül.  A sors derűs elfogadását és az önuralmat hirdeti, a természettel való harmóniában való törekvést és a zavaró érzelmektől való elszakadást. A sztoikusok úgy vélték, hogy az erény gyakorlása elegendő az eudaimonia (εὐδαιμονία) eléréséhez, a jól megélt élethez. Az eudaimonia ("boldogság, jólét") útja az emberek számára az, hogy elfogadják a pillanatot úgy, ahogyan az megjelenik, és nem hagyják, hogy az élvezet vágya vagy a félelem irányítsa azt. Az ember elméjét arra használja, hogy megértse a világot, és kivegye a részét a természet tervéből, együttműködjön másokkal, és tisztességesen és méltányosan bánjon velük.
Kr. e. 310 körül Kitioni Zénón (Ζήνων ο Κιτιεύς) által Athénban alapított, az antik korban és kora középkorban igen befolyásos sztoikus filozófiai iskola tanainak (a sztoának) az összessége volt. A „sztoikus” szó a görög Στοά = sztoa = „(oszlop)csarnok”, „terasz” szóból ered, mivel az előadásokat és összejöveteleket az athéni piactér előcsarnokaiban (Sztoa Poikilé) tartották.
Zénón utódai az iskola élén Khrüszipposz és Kleanthész voltak, de az iskola követői és művelői között olyan, jóval súlyosabb nevek is vannak, mint Marcus Tullius Cicero római szónok, filozófus és államférfi, Lucius Annaeus Seneca filozófus és politikus (Nero római császár tanítója), vagy Marcus Aurelius római császár és filozófus.
A sztoikus filozófia az addigi görög természetfilozófiai hagyománynak némileg ellentmondva, Szókratészhez híven, inkább (bár nem kizárólag) a társadalomra és az emberekre, a humánumra irányult, például minden ember azonos értékűségét hirdették, és általában is a holizmust, az univerzum mélyen fekvő egységét tartották hangsúlyozandónak, valamint a panteizmust, amely tanítás szerint az isten(ek) egylényegű(ek) a természettel, az univerzummal. A keleti filozófiák közül leginkább a buddhizmussal rokonítható ez az irányzat.

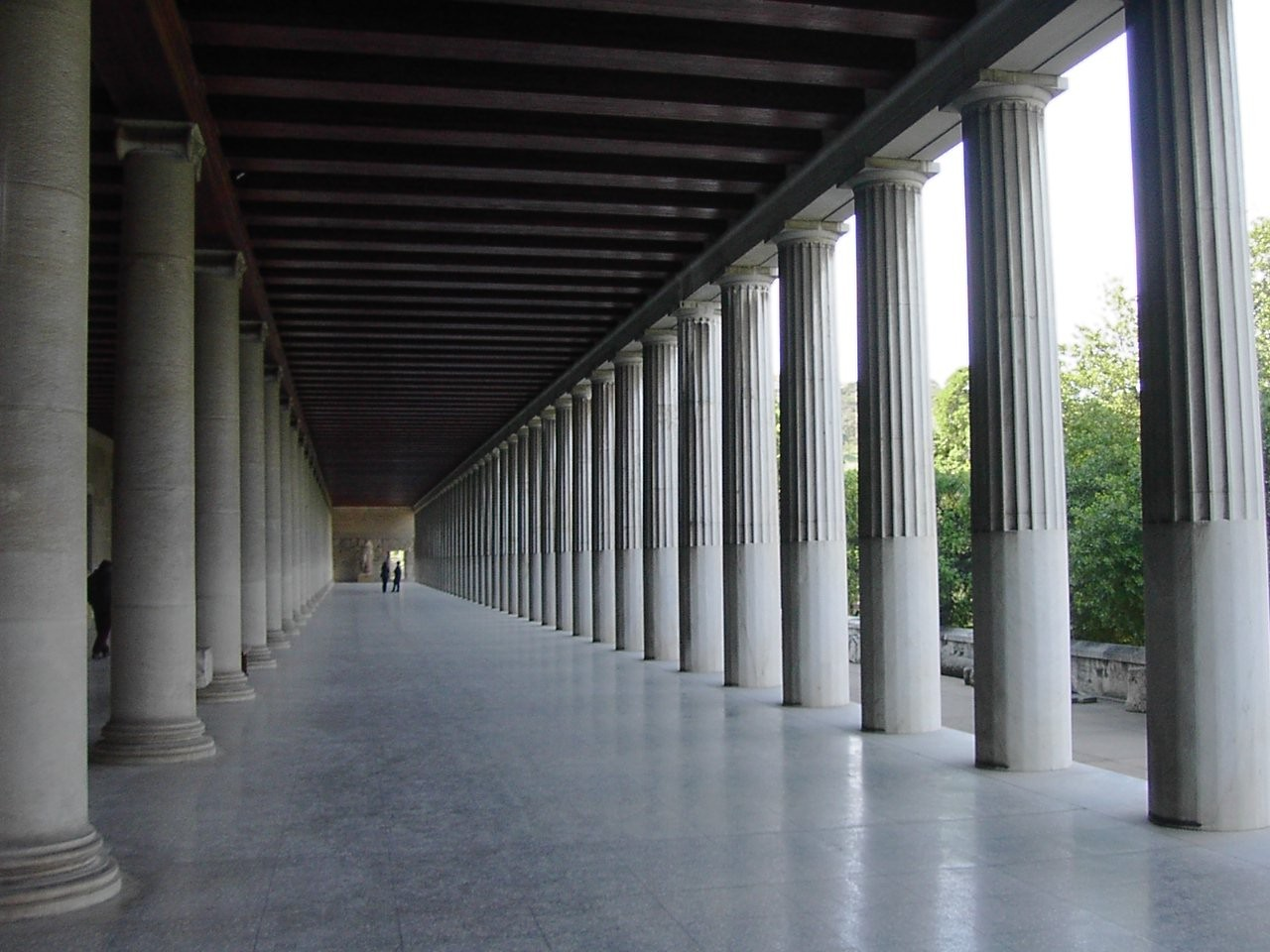
Az athéni Attalosz-sztoa

„Tűzz magad elé egy jellemet és mintaképet, és tartsd magad hozzá, akár egyedül vagy, akár az emberek között. Legtöbbször hallgass és csak a fontos dolgokról beszélj, de azokról is keveset. Egyszer-egyszer, ha a körülmények kívánják, beszélgethetsz, de nem közönséges dolgokról; nem a gladiátorokról, a lóversenyekről, az atlétákról, de még csak az ételekről és italokról sem, amelyekről általában beszélgetni szoktak; elsősorban azonban a személyek gáncsolásától, dicsőítésétől és összehasonlításától tartózkodj. […] A nemi érintkezéstől a házasság előtt, amennyire csak tudsz, tartózkodj. Aki pedig él vele, csak úgy tegye, ahogy a törvény engedi. A magad részéről azonban ne kellemetlenkedj és ne gáncsold azokat, akik nem tartózkodnak tőle. Azt se hozd fel folyton, hogy te tartózkodó vagy […] Testednek csak a feltétlenül szükséges dolgokat szerezd meg, táplálékot, italt, ruházatot, lakást és személyzetet. A külső díszt és a fényűzést teljesen kerüld.”

## Története
Az iskolát Kr. e. 310 körül alapította Athénban a kitioni Zénón (nem azonos az eleai Zénónnal). A sztoikus filozófusokat szokás koraiakra, középsőkre és későiekre osztani (noha az effajta tagolásokat nem szokás szigorúan venni):

### Korai sztoa
- a koraiakat nagyjából három jelentősebb görög filozófus: Zénón, Kleanthész és Khrüszipposz képviseli,
- a későbbieket Panaitiosz, Poszeidóniosz és a babilóniai Diogenész, a legkésőbbieket, akik már a római korban éltek, Seneca, Epiktétosz, és Marcus Aurelius.
- Az alapító atyáról, a kitioni Zénónról (Kr. e. kb. 350, Kition, Ciprus – 260) elég sok legenda maradt fenn, de pontos, megbízható adat szinte semmi. Kortársai nagyra becsülték, mint embert (olyan tulajdonságai miatt, mint önmérséklete és barátságossága). Valószínűsíthető, hogy a sztoikus filozófiai szaknyelv nagy része tőle származik. Állítólag nyelvi reformátor volt. Nem írt túl sok művet, és azokból sem maradt fenn semmi, csak néhány töredék; műveit szegényes stílusúnak mondották az antik szerzők.
- A sztoikus iskola második vezetőjét, Kleanthészt, szintén csak legendákból ismerjük, ezek szerint rendkívül erős jellemű és energikus embernek mutatják be, egyesek azonban nem tartották túl intelligensnek, talán mert önálló műveit vagy gondolatait kevéssé ismerték.
  - Az egyik legenda szerint profi díjbirkózó volt, aki négy drakhmával az erszényében érkezett Athénba, és azonnal beállt Zénón tanítványai közé.
  - Zénón tanait az első hangtól az utolsóig elfogadta, és változtathatatlannak hirdette; kb. 99 éves kort ért meg, ekkor pedig halálra éheztette magát.
- Őt Khrüszipposz (Kr. e. 280 – i. e. talán 205) követte az iskola élén; aki Kilikiában született; és akit már kortársai is az antik kor egyik legnagyobb logikatudósának és a „sztoa második megalapítójának” tartottak.
  - Már az ókorban is mondták róla: „Khrüszipposz nélkül nem lenne sztoa”. Valóban a legjelentősebb korai sztoikus volt, annak ellenére, hogy sok kételkedő, szkeptikus gondolatot fogalmazott meg a sztoicizmussal szemben, annyira, hogy a későbbi sztoikusok azzal is vádolták, hogy ő látja el egyik ellenfelüket, Carneadest, a leghatékonyabb ellenük támadó érvekkel.
  - Khrüszipposz 705 könyvet írt, legalábbis Diogenes Laërtius szerint, de ezekből csak címeik és néhány töredék maradtak fenn. A címek azt mutatják, a kijelentéslogikának majdnem minden fontos részéről írt. Az antikvitásban ezeket nagyon száraznak, egyhangúnak és stílustalannak tartották, sok szerző panaszkodott erre, mégis széles körben olvasták őket.
  - Khrüszipposzról fennmaradt egy anekdota, melyhez hasonlót azóta Arkhimédeszről, Eulerről, Fermatról, Pascalról, Gaussról és ki tudja még, hány matematikusról is mesélnek; eszerint tanárának, Kleanthésznek egyszer ezt írta volna: „Csak küldd el a tételeket, a bizonyítások megtalálása az én gondom.”
  - Khrüszipposz olyan kijelentéskalkulust alkotott, ami vetekszik Arisztotelészével, és a skolasztikus logika másik alapvető forrását alkotta.

## Tanításaik
A sztoikus filozófia kezdetben a cinikus filozófia egy ága volt, mely utóbbi megalapítója, Antiszthenész tanítványa volt Szókratésznek. A görög sztoikus filozófia legfontosabb ága az etika volt, mely cinikus hatásokat mutat, de logikai és természettudományos elméleteket is felállítottak – a szókratikus megarai iskola volt hatással logikai elméleteikre.
Tanításaik szerint a filozófia három nagy területre oszlik, ezek:
- logika
- fizika
- etika

Később a rómaiak, akik mindig is mindenben a gyakorlati hasznot keresték, a sztoikus filozófia eredményeit – természetesen leginkább az etikát – a helyes, harmonikus életvitel meghatározására és vezetésére alkalmazták, és a sztoicizmus végképp amolyan életfilozófiává vált.

### Logika
A logika felépítésében fontosnak tartott lételméleti és metafizikai alapok tekintetében elvetették Platón ideatanát és az arisztotelészi metafizikai fogalomtan nagy részét is. Egyesek szerint a sztoikusok szélsőséges empiristák és materialisták voltak, akik mindenfajta nem-fizikai objektum létezését elvetették, de ez a nézet nem pontos: egységes filozófiát e tekintetben nem dolgoztak ki (egyesek valóban szélsőséges empiristáknak, mások azonban inkább Arisztotelész követőinek tűnnek).
A logikát a dialektikára (érveléselmélet) és retorikára (szónoklattan) osztották, később még hozzávették ehhez a definíciókról szóló tant is. Hatással volt rájuk Arisztotelész munkássága, ennek némely elemét továbbfejlesztették, némelyiket teljesen megtagadták, de tőle független eredményeik is vannak, ezért egyeseknek az a megállapítása, hogy „a sztoikus logika, Arisztotelész logikája”  pl. itt , nem egészen pontos, már azért sem, amit már említettünk: a sztoikus iskola maga sem tudott egységes álláspontot kialakítani sok mindenről, belső vitákat is folytattak (ld. sztoikus logika).
A nyelv legfontosabb kategóriáinak számát az arisztotelészi kategóriaelmélethez képest nyolc-tízről négyre (szubsztrátum, lényeg, járulék, viszony) csökkentették. Bevezették a kijelentéslogikai műveleteket, ezek között azt is, amit ma implikációnak vagy kondicionálisnak nevezünk; s ami máig a logika egyik legvitatottabb fogalma. A nyelvet atomos felépítésűnek gondolták. Mindazt, amit ma elemi kijelentéslogikaként, az ítéletalgebra alapjaiként, Boole-algebraként és hasonló neveken ismerünk, nem kis részben a sztoikusok fedezték fel.

### Természetfilozófia
Ami a természetfilozófiát illeti, legtöbbjük elfogadta Hérakleitosz azon tételét, miszerint a világot felépítő ős- és alapelem a tűz, és magukévá tették ennek Logosz-fogalmát is, amit az energiával azonosítottak, meg a törvénnyel, az okkal, és a természetben mindenütt található gondviseléssel. Egyetértettek abban a metafizikai természetű alapelvben – amely a sztoa egyik leglényegibb vonása – hogy a világ mélyén vagy lényegeként egy egységes, észszerű és azt irányító Világelv (Logosz) uralkodik.
A világot Arisztotelészhez hasonlóan, és valószínűleg az ő hatására, egy aktív és egy passzív összetevőre osztották, az aktív összetevő a Logoszból származik. Az aktív princípium: Isten, a passzív princípium: az anyag. Az aktív princípium az ok, ez formálja az anyagot. Továbbá elfogadták, valószínűleg Arisztotelész hatására, a filozófiából eredő négy őselem-tant is, de az őselemek közül a tüzet tartották a legfőbbnek, és a Logoszhoz a leghasonlóbbnak (vagy vele azonosnak). A Logoszt úgy fogták fel, mint egy észszerűen működő isteni vagy természetfölötti hatalmat, erőt, ami rendezi és irányítja az univerzumot, ami mindent áthat és megvilágosít; azonosították ezt Istennel, a természettel vagy a végzettel is. Zénón és Kleanthész a Logoszt a tűzzel tartották azonosnak. Ez a tűz lehet aktív tűz (levegő+tűz=pneuma (lélegzet)), vagy passzív tűz (föld és víz).

#### A pneuma
A pneuma tűz és levegő amely áthatja az anyagot. De mivel a pneuma is és az anyag is materiális jellegű, nem lehetnek egyszerre ugyanazon a helyen, hanem keveréket alkotnak. Ez a keveredés kétféle lehet (Arisztotelészt követik): 
1. Melléhelyezés: ez akkor jön létre amikor a dolgok bár keverednek, mégis megőrzik sajátosságukat (ilyen például a búza és árpaszemek keveredése)
2. Elegyedés:A keverék részei homogén elegyet alkotnak (Ilyen például a bronz, ami a réz és az ón keveréke)

Megkülönböztetnek még egy harmadik keveredés fajtát is, ez a teljes összeolvadás, ilyen például a bor és víz keveréke.
A keveredés tannal a sztoikusok azt akarták bizonyítani, hogy egy test képes egy másik testet áthatni. A távolból kifejtett hatást azonban tagadták.

#### A világ működése
A sztoikusok szerint a világ periodikusan működik: a tűzből keletkezett, mert a Logosz hatására ez előbb levegővé, aztán vízzé, aztán földdé „sűrűsödik”, és bizonyos idő elteltével, egy mindent elpusztító tűzvész útján, a világ vissza is fog térni őselemébe, a tűzbe.
Az emberi ész és lélek egyaránt eme isteni Logosz része, s ugyanúgy halhatatlan is, mint ez. Az emberi lélek a tűzhöz hasonlatos, és a tűz az alapeleme (úgy látszik, a keleti, perzsa és parthus tűzimádatból is sokat átvettek, ami nem meglepő, minthogy a korai sztoikusok közül többen valahonnan onnan származtak). A halál után, ha valaki erkölcsös életet élt, ez a tűz még egyedileg is létezhet egy ideig; de a világ-periódus végezetekor ez is egyesülni fog a nagy, isteni tűzzel.

### Etika
A sztoikus etika szerint a jó eszméje azt jelenti, hogy követjük és elviseljük a Logosz által irányított világ történéseit, a fátumot (moira), alkalmazkodva hozzájuk. Így a sztoikusok tulajdonképpen tagadták, hogy az ember szabad lenne, pontosabban azt tartották, hogy a szabadság, a jó a lélekben van (ezt korábban a cinikusok hirdették), és nem a körülmények megválasztásában. Az ember akkor igazán szabad, ha elviseli azt, amit a gondviselés rárótt, ami nem lehet rossz, ha már a gondviselés a világot irányító értelem megvalósulása. Az ember rabszolgaként is ugyanolyan szabad lehet, mint jogilag szabad emberként, ha összhangban él a természettel és annak irányító elveivel.
Ugyanúgy, ahogyan a kereszténység ellenzői, a sztoikusok ellenfelei is azt mondták, hogy a világot uraló értelem és a jó, Logosz eszméjének ellentmond a világban tapasztalható sok rossz dolog. A sztoikusok erre két ellenvetést tettek: 1) a körülmények adta nehézségek, azaz a „természetes rosszak” csak az ember szempontjából rosszak vagy kényelmetlenek, összességében azonban azok is a világ nagyobb tökéletességét szolgálják (például egy szökőár rossz azoknak a szemszögéből, akik belefulladnak, de jó abból a szemszögből, hogy megtörténve és önmagát megszüntetve, hozzájárul a világ biztonságosabbá válásához, hiszen nyilván a szökőár után ugyanez a szökőár már nem következhetik be); 2) az emberek galádsága okozta nehézségek, azaz az „erkölcsi rossz” nem a Logoszból fakad, hanem éppenséggel abból, hogy az ilyen emberek eltérnek a gondviselés útmutatásaitól, és saját önző vágyaik szerint élnek. Ilyet egy sztoikus nem tesz: a bölcsesség önmérsékletet parancsol. Ez utóbbi – az önmérséklet – különösen fontos, a sztoikus filozófia legalapvetőbb gyakorlati életelve: „az Ész vezessen”, ne a vágyak és érzelmek, a gyönyörvágy és a gyűlölet, a harag, és a félelem – ez utóbbiak mintegy a „sötét oldalhoz” tartoznak, rabságban, függőségben tartják a lelket és szellemet, így tartózkodni kell tőlük. Ez a szenvedélymentesség, az apatheia elve. 
A négy alapvető sztoikus erény: a bölcsesség, a bátorság, az igazságszeretet, és a mértéktartás (ez utóbbi felosztás még Platóntól ered).
Minthogy minden ember az egyetemes lélek és szellem megtestesülése, a sztoikusnak barátságban-testvériségben kell élnie az összes többi emberrel, és késznek kell lennie segíteni nekik (a rómaiak kicsit sajátosabban értelmezték ezt az elvet). A sztoikus számára tehát az ember gazdagsága vagy rangja nem emelheti azt minőségben a többi ember fölé, mivel a szegények és elesettek ugyanúgy a világlélek megtestesülései, mint bárki más. Innen ered a sztoikus filozófia ama fontos jegye, az a beállítottság, amelyet kozmopolitizmusnak nevezünk: mivel az ember „minősége” életének helyétől és az ottani körülményekhez való alkalmazkodástól sem függ, a sztoikus mindenütt otthon érzi magát a világban.
Így, a kereszténység előtt a sztoicizmus felismerte és támogatta az emberiség testvériségét és minden emberi lény természet előtti egyenlőségét. Az antik görög-római világban kétségkívül a sztoicizmus volt a legbefolyásosabb iskola, számos híres személyiséget: írót és politikust vezérelt gondolataiban, tetteiben. Marcus Aurelius római császártól származik például a „világállam” gondolatának első ismert publikálása. Ennek megvalósítása azonban még a nagy Római Birodalomnak sem sikerülhetett, sőt annak lassú szétesését okozta.

## Hatásuk a későbbi korokra

### Antik kor
A sztoikus filozófia az antikvitásban óriási hatást gyakorolt a közéletre és a tudományra (lásd Idősebb Plinius, Seneca, Marcus Aurelius), és a római kor egyik legfontosabb irányzata lett, nem utolsósorban azért, mert az általa preferált erények és ideálok (bátorság, méltóság), a szenvedés tűrése, a (rabszolga)sors elfogadása igen jól beilleszthető volt a római – a katonapolgár eszményére és a rabszolgamunkára alapuló – társadalomba, mindezeket nemcsak a konzervatív rómaiak, hanem a fiatalság egy jelentős része is el tudta fogadni; azonkívül a korai sztoikusok legnagyobbjai (a későbbiek már nem mindig) életükkel személyes példáját tudták adni, hogy ez a filozófia a szó szoros értelmében élhető.

### A sztoa és a kereszténység
A sztoicizmus hatása a középkorra igen erősen lecsökkent. Ennek magyarázatát röviden úgy foglalhatnánk össze, hogy a kora keresztény korban mindenféle filozófia hatása csökkent egészen úgy az 5. századig, amikor ez a helyzet változott, ezt a korszakot azonban a sztoikusok művei nem élték túl.
- A korai, Jézus Krisztus után néhány évszázaddal uralomra jutó kereszténység szinte teljességgel filozófiaellenesnek volt mondható, és viszont: az antik filozófusok közül sokan abszurdnak, zavarosnak, nem görögnek (barbárnak), vagy alpárinak tekintették a még nem is igazán kidolgozott keresztény tanokat, avagy a zsidó vallás részének és így az akkori értelemben tudományosnak nem nevezhetőnek, irracionálisnak ítélték. A keresztények közül sokan ezzel szemben a filozófia haszontalanságát vagy botrányosságát hirdették: például az olyan sztoikus filozófusok, akik a lemondást és az egyszerűséget jelölték meg életük vezérelveként, de birtokokkal és palotákkal rendelkeztek (élükön Senecával), tényleg nem számítottak a lemondás és a mértékletesség hiteles példájának a kevésbé vagyonosak közt.
  - Valójában kezdetben, Jézus korában, amíg a Biblia még nem vált abszolút tekintéllyé a kereszténység körében, ez a filozófiaellenesség még egyáltalán nem volt jelentős, például a sztoikus tanok a kereszténység egyik legjelentősebb alakjára, Pál apostolra is óriási hatást gyakoroltak, amint ez leveleiből is kitűnik. Sok sztoikus életelv beépült a keresztény etikába, és helyt kapott a keresztény normák közt: ez ma is egyértelműen látható. Valószínűleg a pogány kultúrával való szakításban elsődleges szerepe volt a pogány kultúra és a monoteista vallások közti eszmei-tartalmi és etikai ütközéseknek (például a zsidó vagy a keresztény életmód szigorú kötöttségei megütközést keltettek a jóval szabad(os)abb életet élő pogányok közt), valamint a zsidó és/vagy keresztényüldözéseknek is.
  - A későbbi keresztény egyházatyák kifejlesztették a maguk, deklaráltan antiintellektuális és antielitista filozófiáját; ami teljességgel kizárt mindenfajta közösséget a „pogány” filozófiával; annak ellenére, hogy legtöbbjük igen művelt és a pogány tanokban jártas volt.
- a filozófiaellenesség az 5. századra megváltozott, és például Platón tanai kezdtek „beszivárogni” a keresztény egyházba, de a keresztény filozófia érdekes módon nem a sztoikus, hanem inkább a korábbi szókratikus, újplatóni és peripatetikus filozófiára épített. Ennek nem elsősorban ideológiai, eszmei okai lehettek, hanem inkább az, hogy ekkorra, a zűrzavaros császári időkben, polgárháborúk, barbár betörések közepette a sztoikus írások nem kis része megsemmisült. Amik fennmaradtak, inkább hosszabb-rövidebb idézetek és töredékek, jobbára nem sztoikusok; sőt a sztoikusok ellenfeleinek (szkeptikusok, peripatetikusok) műveiből, tehát leginkább cáfolatok.